# Kula Norinska
Kula Norinska ist eine Gemeinde in der Gespanschaft Dubrovnik-Neretva, Kroatien. Sie hat 1748 Einwohner, die fast alle Kroaten sind. Die Gemeinde liegt nahe der Grenze zu Bosnien und Herzegowina.

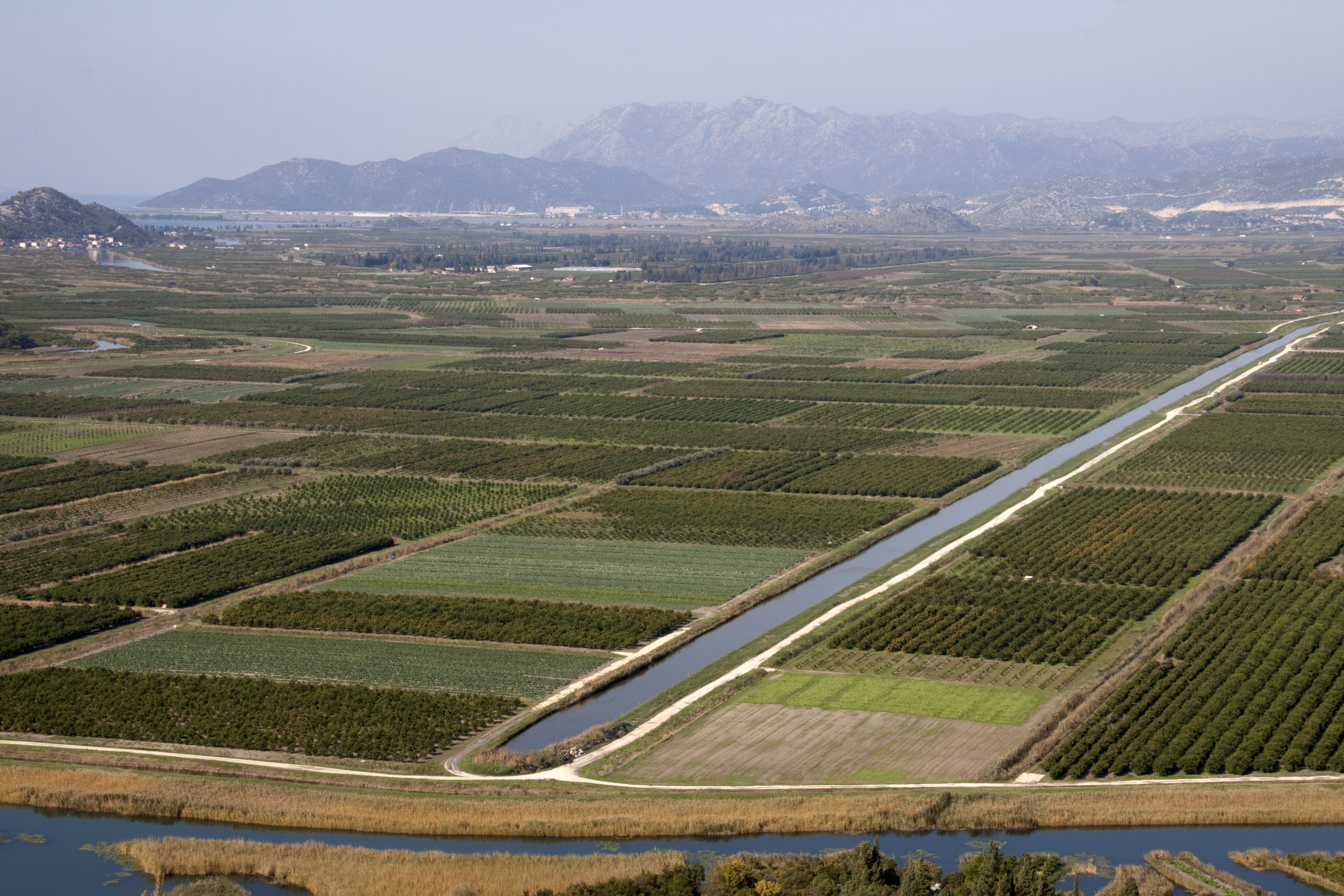
Berühmte Felder und Bewässerungskanäle in die Neretva-Tal.

## OrtsTeile
Die Gemeinde umfasst die folgenden neun Ortschaften (Einwohnerzahlen gemäß Volkszählung von 2011):
- Borovci – 23
- Desne – 90
- Krvavac – 577
- Krvavac II – 334
- Kula Norinska – 250
- Matijevići – 98
- Momići – 205
- Nova Sela – 36
- Podrujnica – 135